# Elena Gorolová
Elena Gorolová (2 de janeiro de 1969) é uma defensora dos direitos humanos checa. Ela trabalha como assistente social em Ostrava e é de origem cigana.
Aos 21 anos foi esterilizada à força no hospital depois de dar à luz o seu segundo filho. Ela esperava ter outro filho e não deu o seu consentimento informado para o procedimento. No ano de 2005, Elena foi uma das 87 mulheres checas que se queixaram de terem sido esterilizadas à força.
Desde então ela faz campanha contra a esterilização forçada e a discriminação contra as mulheres ciganas na República Checa e defende a reparação e a consciencialização sobre as esterilizações forçadas. Ela é a porta-voz do Grupo de Mulheres Prejudicadas pela Esterilização Forçada e membro da organização checa Vzájemné soužití (Vida Junto).
Em novembro de 2018 foi reconhecida como uma das 100 mulheres inspiradoras e influentes de todo o mundo em 2018 publicada pela BBC.